# Heinz Meier
Heinz Meier (28 settembre 1948) è un bobbista svizzero.

## Biografia
Viene ricordato come vincitore di una medaglia d'oro nella sua disciplina, vittoria ottenuta ai campionati mondiali del 1977 (edizione tenutasi a St. Moritz, Svizzera) insieme al connazionale Hans Hiltebrand. Nell'edizione l'argento andò all'altra nazionale svizzera il bronzo alla tedesca.